# Maurice Persat
Maurice Persat (Puy-de-Dome, Ennezat, 30 de abril de 1788-1858) fue un militar y escritor francés.
Natural de la Auvernia, fue un antiguo oficial del imperio napoleónico más en concreto captián de caballería, condecorado por el emperador e 1813, y después de los cien días pasado a la reserva a medio sueldo. Formó parte de los Brigands de la Loire, pero se exilió durante la Restauración y en 1817 emigró a los Estados Unidos; en 1818 se unió a las tropas de Simón Bolívar, pero, desencantado con los jefes hispanoamericanos, en febrero de 1819 se fue a la Martinica y de allí partió para luchar por la libertad de Grecia y a continuación por la de España contra las tropas del duque de Angulema, como comandante de las tropas de caballería de Espoz y Mina. Escribió sus Mémoires en 1838 y 1839, que permanecieron inéditas hasta 1910.